# SS Laurentic (1927)
O SS Laurentic foi um navio de passageiros britânico construído pelos estaleiros da Harland and Wolff em Belfast e operado pela White Star Line. Ele serviu a rota canadense de 1927 a 1936. Após a fusão da White Star Line com a Cunard Line, o navio foi utilizado principalmente no serviço de cruzeiros. Em agosto de 1939, ele foi requisitado pela Marinha Real e convertido em um cruzador auxiliar para o serviço na Segunda Guerra Mundial. Em 3 de novembro de 1940, o Laurentic foi torpedeado pelo submarino alemão U-99 em Condado de Donegal, na Irlanda, durante uma operação de resgate a outro navio que havia sido torpedeado e afundado, mas a embarcação permaneceu flutuando. Após mais dois torpedos serem disparados contra o navio, ele afundou, vitimando 49 pessoas.

## Construção

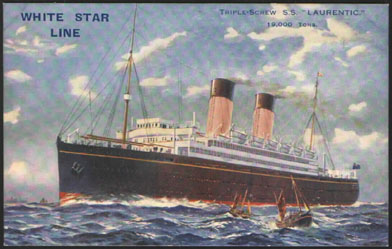
Cartão postal do Laurentic.

A construção deste navio é peculiar em vários aspectos. De fato, foi a única vez em sessenta anos que a White Star encomendou uma embarcação na Harland and Wolff com base em um orçamento definido. O Laurentic, portanto, parecia ser um navio com desconto, um fato incomum na história da empresa. A própria origem da construção é bastante controversa, já que ele foi construído com o número de casco 470, enquanto o Doric, comissionado em 1923 (quatro anos antes), tinha o número de casco 573. Isso sugeriria que a decisão de construir o Laurentic foi feita no início da década de 1920 e que sua construção se manteve com a estrutura inacabada por mais de cinco anos, mas a causa do atraso é desconhecida. Ele não só tinha um perfil semelhante ao do Doric, como também se destacada pelo arcaísmo: ele ainda era impulsionado pelo carvão enquanto a maioria dos navios mais novos eram abastecidos por petróleo, e sua propulsão é semelhante ao utilizado pelo primeiro Laurentic em 1909. Foi instalado dois motores de expansão quádrupla que impulsionavam duas hélices laterais e uma turbina de baixa pressão para a hélice central. A construção foi paralisada pela greve geral de 1926 no Reino Unido. O navio acabou sendo lançado ao mar sem cerimônia em 16 de junho de 1927. Ele foi comissionado cinco meses depois em 1 de novembro, deixando Belfast com destino a Liverpool com os representantes da empresa e estaleiros a bordo.

## Carreira como navio de passageiros
Em 31 de dezembro de 1927, ele iniciou sua viagem inaugural, navegando de Liverpool e cruzando o Mediterrâneo antes de retornar a Liverpool em 17 de abril de 1928. Em 27 de abril de 1928, a embarcação foi transferida para a rota entre Liverpool - Quebec - Montreal, permanecendo lá durante a maior parte de sua carreira comercial, mas também cruzava o Mediterrâneo ocasionalmente. Em janeiro de 1931, esperava-se que o Laurentic fosse transferido para um cruzeiro no Mediterrâneo, mas a Grande Depressão tornou o serviço não lucrativo.
O Laurentic esteve envolvido em duas colisões durante sua carreira. A primeira ocorreu em 3 de outubro de 1932, com o navio Lurigethen da HE Moss Line. Ambos os navios permaneceram flutuando após a colisão. Um inquérito posterior determinou que os tripulantes do Laurentic foram responsáveis pelo acidente. A segunda ocorreu em 18 de agosto de 1935 com o Napier Star da Blue Star Line, matando seis tripulantes do Laurentic.
Em 25 de fevereiro de 1934, ele fez sua última travessia regular pela White Star, navegando entre Boston, Halifax, Nova Escócia e Liverpool. Ele foi então designado para operar cruzeiros. Em março daquele ano, ele transportou 700 peregrinos de Dublin a Roma para as celebrações da Páscoa. Muitos navios ultrapassados foram vendidos nos anos seguintes, mas o Laurentic foi temporariamente designado para a rota de Montreal antes de retornar aos cruzeiros.

## Serviço militar e naufrágio
A White Star Line e a Cunard Line se fundiram em 1934, sem afetar a carreira do navio. O Laurentic foi atracado em dezembro de 1935 e serviu em setembro do ano seguinte no transporte de tropas com destino à Palestina. Ele fez sua última viagem pela White Star Line em dezembro daquele ano. Em 1939, com o início da Segunda Guerra Mundial, o Laurentic foi requisitado como HMS Laurentic e convertido em um cruzador auxiliar. Em 3 de novembro de 1940, o Laurentic respondeu a um pedido de socorro de um navio que havia sido torpedeado por um submarino. Chegando ao local, ele foi alvo de dois torpedos do U-99, comandado por Otto Kretschmer, mas ambos falharam. O Laurentic reagiu, mas depois de quatro horas, ele foi atingido por dois torpedos que o enviaram para o fundo do mar, matando 49 das 416 pessoas a bordo. Ele foi o último navio da White Star a naufragar e um dos últimos navios da companhia, juntamente com o Georgic, Britannic e Nomadic.